# Barbet Schroeder
Barbet Schroeder (Teheran, 26 agosto 1941) è un regista e produttore cinematografico francese di origine svizzera, candidato al premio Oscar al miglior regista nel 1991 per la regia de Il mistero Von Bulow. 
È marito dell'attrice Bulle Ogier e patrigno dell'attrice Pascale Ogier.

## Biografia
Schroeder nacque a Teheran, figlio di Ursula, una dottoressa tedesca, e di Willy Schroeder, un geologo svizzero. Dai 6 agli 11 anni visse in Colombia, dove il padre era un diplomatico per la Svizzera. In seguito al divorzio dei genitori andò a Parigi con la madre dove Schroeder frequentò il liceo e poi la Sorbona. Già molto giovane fondò una compagnia di produzione per realizzare film con i suoi amici cineasti della Nouvelle Vague.

## Carriera
Su Cahiers du cinéma una lunga intervista a Barbet Schroeder dà l'occasione al regista  di ripercorrere la sua carriera da Les Films du Losange a Hollywood, dal cinema d'autore al thriller passando per il documentario, e alla rivista francese di proseguire la serie delle grandi interviste per celebrare i 130 anni del cinema. Il regista e attore racconta tra gli altri incontri quello con Charles Bukowski e, prima ancora, con i suoi libri che scopre per la prima volta in una libreria di San Francisco mentre stava ancora girando Koko, le gorille qui parle.

## Filmografia

### Regista
- More - Di più, ancora di più (More, 1969)
- Sing-Sing (1971) - cortometraggio documentario
- Maquillages (1971) - documentario
- Le Cochon aux patates douces (1971) - documentario
- La Vallée (1972)
- Idi Amin Dada (Général Idi Amin Dada, 1974) - documentario
- Maîtresse (1975)
- Koko, le gorille qui parle (1978) - documentario
- Tricheurs (1984)
- Barfly - Moscone da bar (Barfly, 1987)
- Il mistero Von Bulow (Reversal of fortune, 1990)
- Inserzione pericolosa (Single White Female, 1992)
- Il bacio della morte (Kiss of Death, 1995)
- Prima e dopo (Before and after, 1996)
- Soluzione estrema (Desperate Measures, 1998)
- La vergine dei sicari (La virgen de lo sicarios, 2000)
- Formula per un delitto (Murder by Numbers, 2002)
- L'avvocato del terrore (L'avocat de la terreur, 2007) - documentario
- Inju, la bête dans l'ombre (2008)
- Amnesia (2015)
- Il Venerabile W. (2017) - documentario
- Ricardo et la Peinture (2023) - documentario

### Attore
- La fornaia di Monceau (La Boulangère de Monceau), regia di Éric Rohmer (1962)
- Céline e Julie vanno in barca (Céline et Julie vont en bateau: Phantom Ladies Over Paris), regia di Jacques Rivette (1974)
- La Regina Margot (La Reine Margot), regia di Patrice Chéreau (1994)
- Beverly Hills Cop III - Un piedipiatti a Beverly Hills III (Beverly Hills Cop III), regia di John Landis (1994)
- Mars Attacks!, regia di Tim Burton (1996)
- Paris, je t'aime (episodio Porte Choisy) (2005)
- Il treno per il Darjeeling (The Darjeeling Limited), regia di Wes Anderson (2007)
- La duchessa di Langeais (Ne touchez pas la hache), regia di Jacques Rivette (2007)